# Rejon mahdałyniwski
Rejon mahdałyniwski – jednostka administracyjna wchodząca w skład obwodu dniepropetrowskiego Ukrainy.
Rejon utworzony w 1925, ma powierzchnię 1599 km² i liczy około 36 tysięcy mieszkańców. Siedzibą władz rejonu jest Mahdałyniwka.
Na terenie rejonu znajdują się 1 osiedlowa rada i 21 silskich rad, obejmujących w sumie 57 wsi i 1 osadę.